# Newsteadia endroedyi
Newsteadia endroedyi är en insektsart som beskrevs av Kozar och Konczne Benedicty 2000. Newsteadia endroedyi ingår i släktet Newsteadia och familjen vaxsköldlöss. Inga underarter finns listade i Catalogue of Life.